# 平額尖胸沫蟬
平額尖胸沫蟬（学名：Aphrophora arisanella）为尖胸沫蟬科尖胸沫蟬屬下的一个种。